# Estação Maracanã
A Estação Maracanã é uma estação intermodal de metrô e de trens suburbanos, situada no bairro homônimo, na zona norte do Rio de Janeiro. O terminal integra a Linha 2 do metrô e as linhas Santa Cruz, Japeri, Belford Roxo e Saracuruna do sistema de trens urbanos.

### Estação de metrô
Foi inaugurada em 19 de novembro de 1981. Localiza-se no cruzamento da Avenida Radial Oeste com a Avenida Professor Manoel de Abreu. Atende os bairros do Maracanã e da Tijuca.
A estação recebeu esse nome por estar situada em frente ao Estádio do Maracanã, palco de grandes momentos do futebol brasileiro e mundial. O nome Maracanã é derivado dos vocábulos tupis maracá (chocalho) e nã (semelhante), que combinados significam semelhante a um chocalho.

### Estação de trem

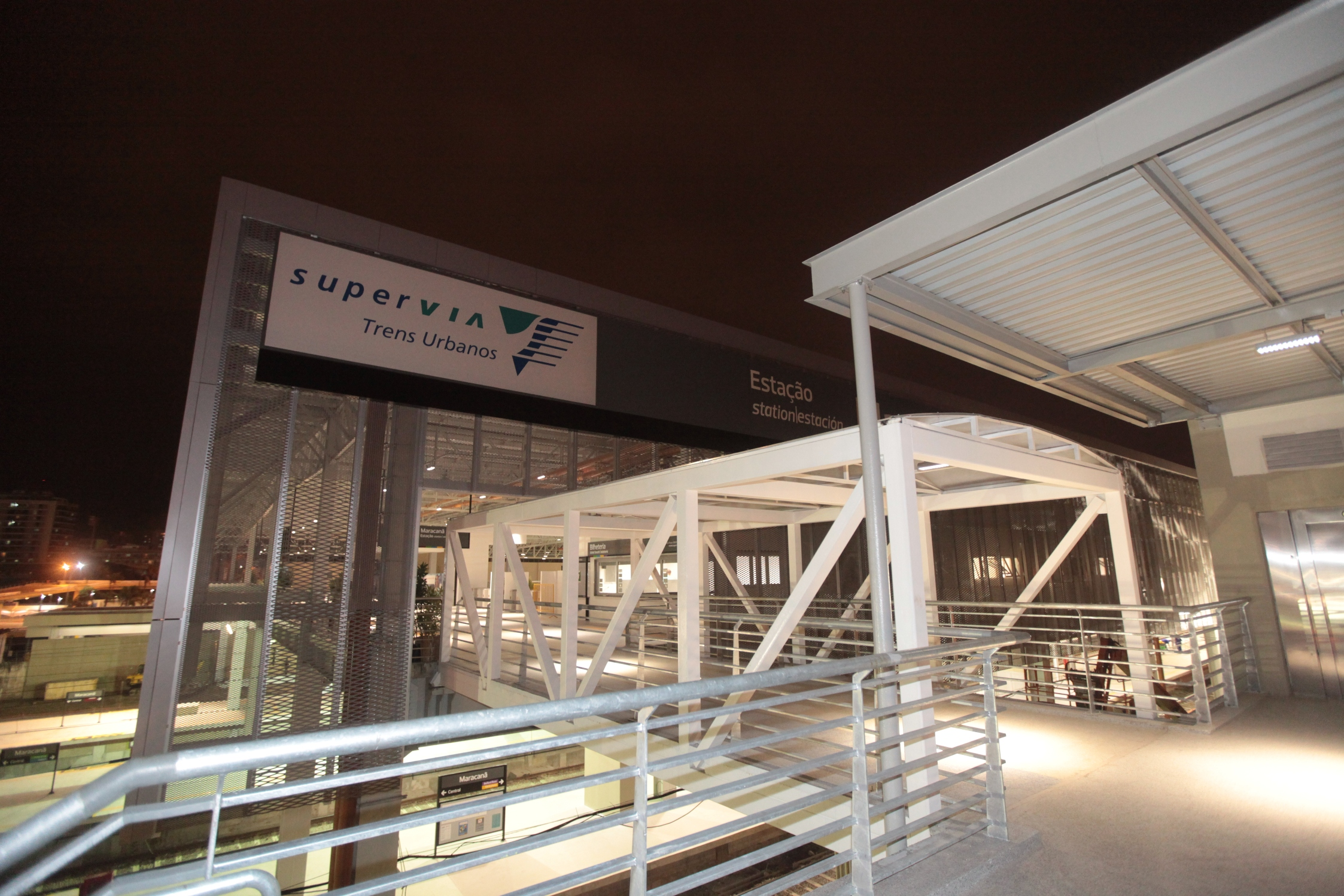
Acesso às plataformas de trem, em 2014

Em 2 de julho de 2014, foi inaugurada a Estação Intermodal do Maracanã. Construída por ocasião das melhorias do entorno do Estádio do Maracanã para a Copa do Mundo FIFA de 2014, a nova estação possibilita integração paga dos usuários do metrô com os trens urbanos das linhas que partem da Estação Central do Brasil.

#### Plataformas
|  | ↑ a ↑ |

| 1 |

|  | ↓ b ↓ |

|  | ↑ c ↑ |

| 2 |

|  | ↓ d ↓ |

|  | ↑ e ↑ |

| 3 |

|  | ↓ f ↓ |

|  | ↑ a ↑ |

| 1 |

|  | ↓ b ↓ |

|  | ↑ c ↑ |

| 2 |

|  | ↓ d ↓ |

|  | ↑ e ↑ |

| 3 |

|  | ↓ f ↓ |

|  | ↑ a ↑ |

| 1 |

|  | ↓ b ↓ |

|  | ↑ c ↑ |

| 2 |

|  | ↓ d ↓ |

|  | ↑ e ↑ |

| 3 |

|  | ↓ f ↓ |

|  | ↑ a ↑ |

| 1 |

|  | ↓ b ↓ |

|  | ↑ c ↑ |

| 2 |

|  | ↓ d ↓ |

|  | ↑ e ↑ |

| 3 |

|  | ↓ f ↓ |

## Arredores

### Estádio Jornalista Mário Filho (Maracanã)
O Estádio Jornalista Mário Filho, mais conhecido como Maracanã, é um estádio de futebol inaugurado em 16 de junho de 1950, apesar de estar inacabado e repleto de andaimes. Ao longo dos anos, foi sede de importantes eventos do esporte mundial, a exemplo das edições da Copa do Mundo de 1950 e de 2014 e dos Jogos Olímpicos de Verão de 2016.

### Maracanãzinho
O Ginásio Gilberto Cardoso, mais conhecido como Maracanãzinho, é um ginásio poliesportivo inaugurado em 1954. Parte do Complexo Esportivo do Maracanã, conta desde 2009 com uma Calçada da Fama, visando homenagear atletas de diversas modalidades.

### Universidade do Estado do Rio de Janeiro (UERJ)
A Universidade do Estado do Rio de Janeiro (UERJ) é uma universidade pública estadual inaugurada em 04 de dezembro de 1950. Criada a partir da fusão de diversas faculdades existentes, a instituição teve, ao passar dos anos, seu nome alterado diversas vezes, até ganhar seu nome atual em 1975.